# Edvard Ravnikar
Edvard Ravnikar (4. prosince 1907, Novo mesto – 23. srpna 1993, Lublaň) byl slovinský architekt, esejista a kritik.

## Životopis
Narodil se v Novém mestě. Architekturu studoval ve Vídni a Lublani. Studium dokončil v roce 1935. Byl žákem architekta Jože Plečnika. S ním spolupracoval na přípravě plánů pro budovu Národní a univerzitní knihovny v Lublani. Od práce na budově knihovny odjel Ravnikar do Paříže, kde v roce 1939 pět měsíců působil u Le Corbusiera, v jehož ateliéru byli Plečnikovi žáci vítání, neboť si u Plečnika vypěstovali mimořádně kvalitní kresbu. K Le Corbusierovi v té době odešlo s Ravnikarem dalších šest architektů, kteří měli zájem o moderní trendy, zatímco Plečnik prosazoval tradiční pojetí architektury. V Le Corbusierově ateliéru se podílel na přípravě plánů pro Alžír, v jehož přístavní čtvrti navrhoval Le Corbusier mrakodrap.
V roce 1941 vytvořil znak Osvobozenecké fronty, když zkombinoval trojvrší Triglavu s pěticípou hvězdou. Ravnikar se patrně nechal při tvorbě emblému inspirovat motivem z mariánského sloupu z roku 1934, jehož autorem je Plečnik. Mariánský sloup sice v zásadě vyobrazuje jugoslávský znak, ale namísto oficiální slovinské části tehdejší znaku království vyobrazuje Triglav s nad ním umístěnou šesticípou hvězdou, která upomínala na rod Celjských. Ravnikarova pěticípá hvězda již místo šlechtického rodu symbolizovala vrůstající vliv komunistů.
Po skončení druhé světové války patřil ke skupině mladých architektů, kteří se díky politickým kontaktům dostali do vedení lublaňské fakulty architektury. V letech 1946 až 1980 byl profesorem architektury na Fakultě architektury Univerzity v Lublani. V roce 1947 publikoval stať k rozvoji slovinského hlavního města. Byl autorem regulačního plánu výstavby Nové Gorice, jejíž základní kámen byl položen 13. června 1948. Nova Gorica však nikdy nebyla vybudována v podobě, jakou Ravnikar původně navrhoval. Byl také členem kolektivu, který připravoval projekt výstavby Nového Bělehradu.
V roce 1951 založil časopis Arhitekt. Ze stejného roku pochází první Ravnikarova vlastní realizace – budova Galerie moderního umění (Moderna galerija) v Lublani – v níž se promítá vliv Plečnika. Jeho nejvýznamnějším lublaňským projektem je regulační plán zástavby náměstí Republiky. Dominantou náměstí jsou dvě trojúhelníkové věže dokončené v roce 1976. V původním návrhu měly být budovy vyšší. Budovy byly sídlem Ljubljanské banky a Iskry. Výstavba v prostoru byla zakončena v roce 1983, kdy bylo postaveno Kulturní a kongresové centrum Ivana Cankara (Cankarjev dom), největší budova svého druhu ve Slovinsku.
Ravnikar také propagoval skandinávskou architekturu. Z roku 1955 pochází projekt na přístavbu místního úřadu v Kranji, který je silně ovlivněn projektem finského architekta Alvara Aalta z roku 1952.
V době pražského jara a obnovení styků mezi československými a jugoslávskými architekty navštívil Ravnikar Prahu a při této příležitosti publikoval článek v časopise Československý architekt. Od 7. února 1969 byl mimořádným členem Slovinské akademie věd a umění, řádným členem byl od 29. března 1979.
Ravnikar ovlivnil generace slovinských architektů a jeho vliv je patrný na mnoha stavbách po celém Slovinsku. Zemřel ve věku 85 let v Lublani.